# Arthroleptis pyrrhoscelis
Arthroleptis pyrrhoscelis là một loài ếch thuộc họ Arthroleptidae.
Đây là loài đặc hữu của Cộng hòa Dân chủ Congo.
Môi trường sống tự nhiên của chúng là đồng cỏ nhiệt đới hoặc cận nhiệt đới vùng đất cao.